# پادار، اغوز
پادار (به ترکی آذربایجانی: Padar) یک منطقه مسکونی در جمهوری آذربایجان است که در شهرستان اغوز واقع شده است. پادار ۲۴۸۴ نفر جمعیت دارد.